# Perdita associata
Perdita associata är en biart som beskrevs av Timberlake 1968. Perdita associata ingår i släktet Perdita och familjen grävbin. Inga underarter finns listade i Catalogue of Life.